# أنتوني كينغ
أنتوني كينغ (8 أكتوبر 1932 - ) (بالإنجليزية: Anthony King)‏ هو لاعب كريكت بريطاني.